# Namie Wihby
Namie Wihby (Maringá, 13 de abril de 1969) é um consultor de moda brasileiro.

## Carreira
Namie Whiby começou sua carreira em Maringá na década de 1980, onde ensinava meninas a andar de salto-alto. Chegou a São Paulo em 1998 e virou scouter da agência de modelos Elite. Em 2002, decidiu deixar a agência para abrir sua escola de modelos, tornando-se professor de nomes como Raica Oliveira, Isabel Goulart, Fernanda Tavares, entre outras. Foi também um dos colaboradores do reality show Brazil's Next Top Model, do canal a cabo Sony, no qual foi instrutor das participantes. Foi ainda consultor da atriz Taís Araújo para ser a top model Helena de Viver a Vida, na Rede Globo.
Em bate-papo no Universo Online (UOL), em 2009, o consultor revelou o que acredita que um modelo deva ter para trilhar uma carreira de sucesso:
Existem dois tipos de modelo, comercial e fashion. As meninas que ficam com o estilo comercial devem gostar de atuar e de repente podem ir para uma carreira de atriz depois. As modelos fashion tem que ter no mínimo 1,74 metro de altura, e as que trabalham mais têm entre 1,76 e 1,78 metro. O máximo é 90 cm de quadril, e no inverno pode chegar a ser 89cm. Para os meninos, a altura mínima é 1,84m, sendo que os que mais trabalham tem entre 1,86m e 1,88m e todos devem ser magros, mas com o corpo trabalhado, sem ser 'marombado'.
O consultor acredita que o modelo fashion feminino ideal tem no máximo 90 de quadril, sendo o ideal entre 88 e 89.